# Cigclisula hexagonalis
Cigclisula hexagonalis är en mossdjursart som först beskrevs av Ferdinand Canu och Ray Smith Bassler 1930.  Cigclisula hexagonalis ingår i släktet Cigclisula och familjen Colatooeciidae. Inga underarter finns listade i Catalogue of Life.